# Baja Bug

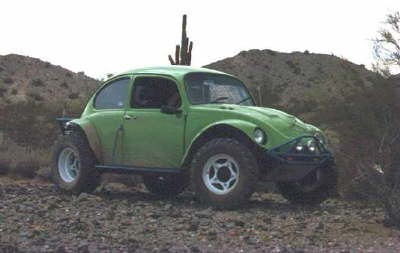
Baja Bug

Der Baja Bug ist ein VW Käfer, der für den Einsatz im Gelände (Wüsten, Sanddünen und Strände) umgebaut wurde. Auch andere luftgekühlte Volkswagen werden manchmal in dieser Weise umgebaut.

## Geschichte
Der Baja Bug wurde ursprünglich von 1969 bis 1975 in Südkalifornien als preisgünstige Antwort auf den erfolgreichen VW-Buggy aus der Mitte der 1960er-Jahre, z. B. dem Meyers Manx, gebaut.
Der erste Baja Bug soll von Gary Emory von der Firma Parts Obsolete ca. 1968 hergestellt worden sein. Zum ersten Mal in einem Wettbewerb eingesetzt haben soll ihn Dave Deal, der bekannte kalifornische Cartoonzeichner, und zwar in der Mexican 1000 1968. Der erste GFK-Baja (Bug Eye Kit) wurde erst 1969 von der Miller-Havens Company eingeführt.
Vor der Einführung der GFK-Teile bauten Enthusiasten und Rennfahrer einfach einen alten VW Käfer an Karosserie und Technik so um, dass er für den Einsatz in groben Gelände geeignet war. Die vorderen Kotflügel und Seitenteile des Wagens wurden teilweise abgeschnitten, sodass sich eine höhere Bodenfreiheit und ein größerer Federweg ergab. Diese Wagen kannte man als Cut Baja. Eine höhere Motorleistung erreichte man durch den Einsatz von Zylinderköpfen mit doppelten Ansaugstutzen und Einspritzsystemen vom VW Typ 3.

## Gründe für den Käfer als Spenderfahrzeug
Der Käfer war in den weniger entwickelten Gegenden der Welt beliebt wegen seines hinten eingebauten, luftgekühlten Motors, seines flachen Unterbodens und seiner robusten Drehstabfederung. Tatsächlich weist die zeitgenössische Werbung darauf hin, dass der Käfer so wasserdicht sei, dass er schwimmen würde. Diese Attribute prädestinierten den Käfer als Basis für ein Geländefahrzeug, wie die Erfolge des Wagens in der Baja 1000 damals und heute beweisen.

## Umbau
Der grundlegende Umbau ist einfach. Die vorderen und hinteren Kotflügel, sowie Kofferraumhaube, Motorhaube und Seitenbleche werden entfernt und durch GFK-Teile ersetzt. Der Heckmotor wird nicht verkleidet, um eine bessere Kühlung zu gewährleisten. Als Schutz für Passagiere und Motor werden ein Stahlrohrkäfig und je ein Stoßfänger hinten und vorne angebracht. Auch die Trittbretter werden entfernt und stattdessen GFK-Kotflügel und seitliche Verstärkungsrohre aus Stahl angebracht. Die robuste Drehstabfederung ermöglicht dem Käfer, den groben Geländebedingungen zu trotzen und erlaubt seinem Besitzer, die Bodenfreiheit hinten etwas anzuheben und das Fahrwerk zu versteifen, damit die größeren Geländeräder angebracht werden können. Durch seine relativ leichte Fahrzeugfront kann der Käfer den fehlenden Allradantrieb teilweise kompensieren. Die größeren Reifen ermöglichen eine nochmals größere Bodenfreiheit und besseren Fahrkomfort auf felsigem Gelände. Der Aufsetzschutz kann ausgebaut werden, um den Federweg zu vergrößern. Längere Stoßdämpfer ermöglichen nochmals einen größeren Federweg und mehr Dämpfungsleistung und verbessern die Fahreigenschaften. Manche Leute bauen sogar die Drehstabfederung aus und ersetzen sie durch Federbeine, um einen noch größeren Federweg zu erreichen.

## Der Baja Bug heute
Obwohl der Baja Bug in den letzten Jahren großenteils durch extra konstruierte Buggies mit Rohrrahmen, den Sandrails, ersetzt wurden, da langsam die Basisfahrzeuge ausgehen, bleibt dieser Typ doch eine beliebte Möglichkeit in Wüstenregionen, zumal in den USA nur wenige Strände für den öffentlichen Straßenverkehr zugelassen sind. Viele Exemplare werden mit stark getunten VW-Motoren ausgestattet und einige Exemplare erhalten auch Motoren vom Ford Pinto, vom Chevrolet Corvair, von Porsche, Mazda oder Subaru, ebenso wie andere wassergekühlte Vier-, Sechs- oder Achtzylindermotoren. Getunte Straßenversionen des Baja Bug sind ebenfalls sehr beliebt.
Im Jahre 2000 versuchte Volkswagen, den Baja Bug mit dem Dune Concept wiederzubeleben.
Ein Hersteller ist Baja Bug Brasil aus Brasilien.

## Bildergalerie

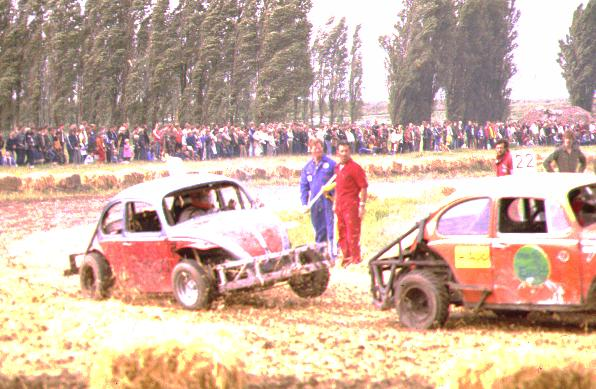
Rallye-Baja
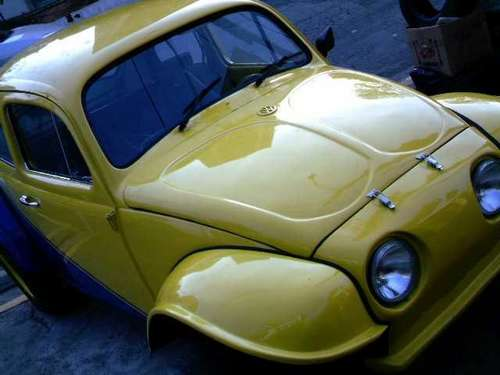
Baja California
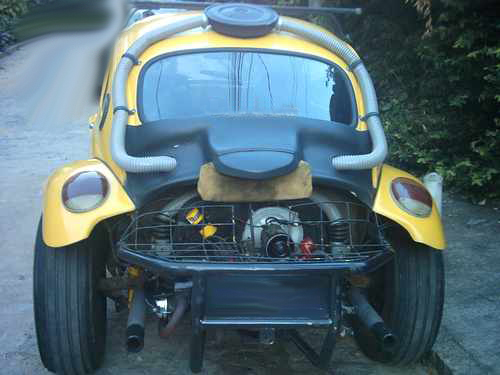
Baja California
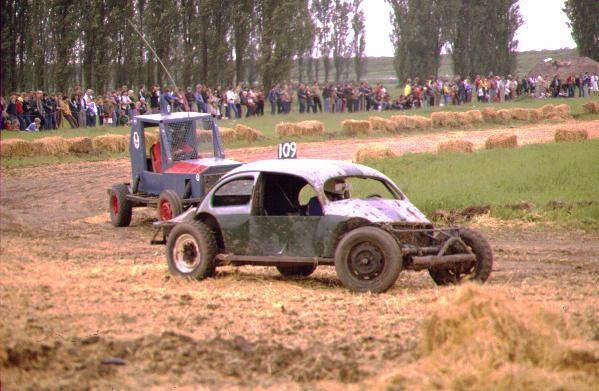
Rallye-Baja
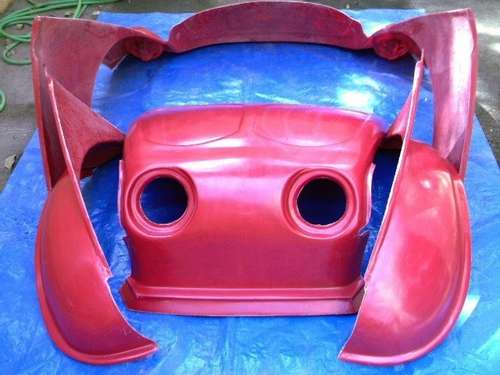
Baja-Kit (Bug-Eye-Stil)
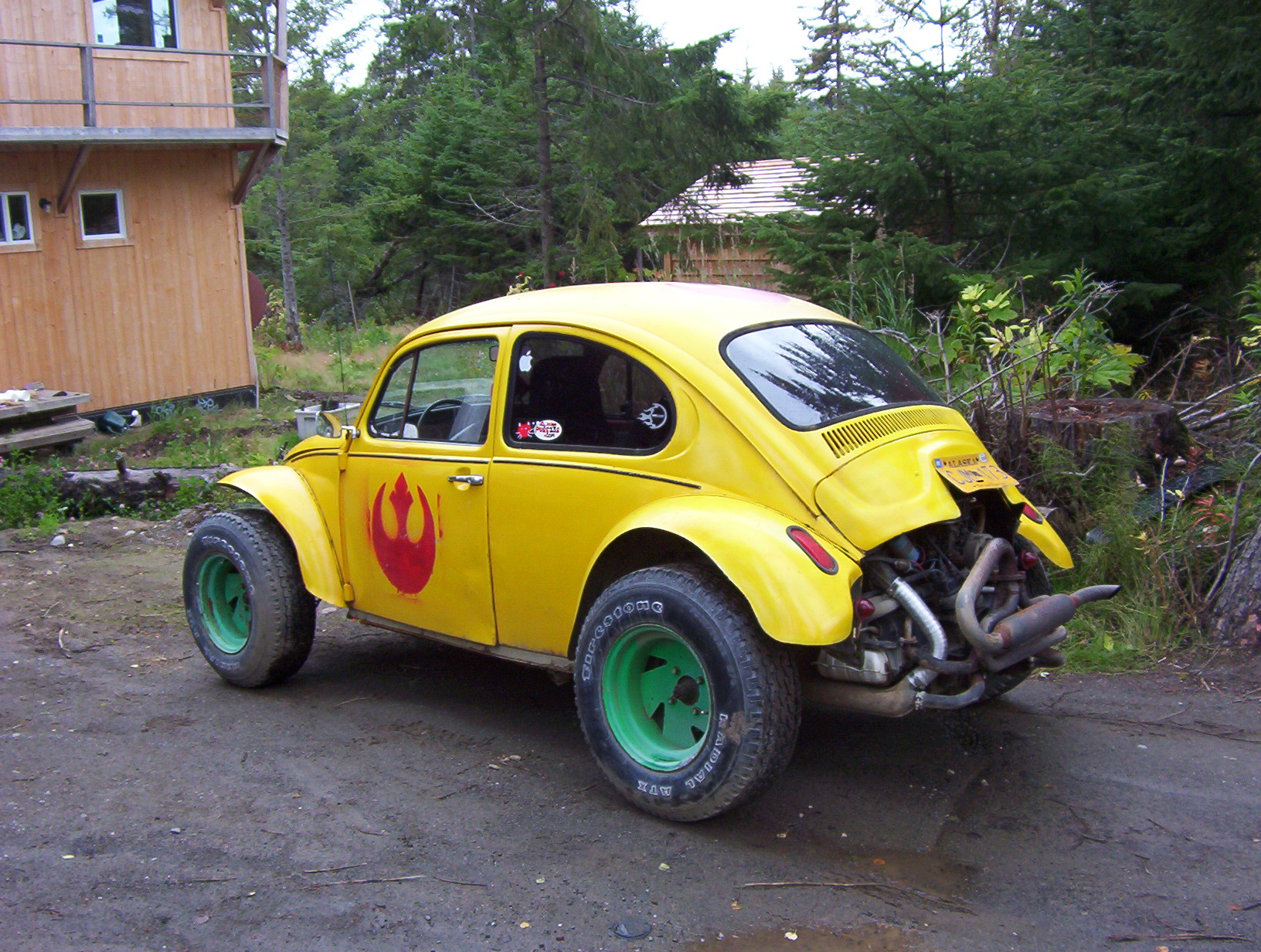
Stark getunter Baja
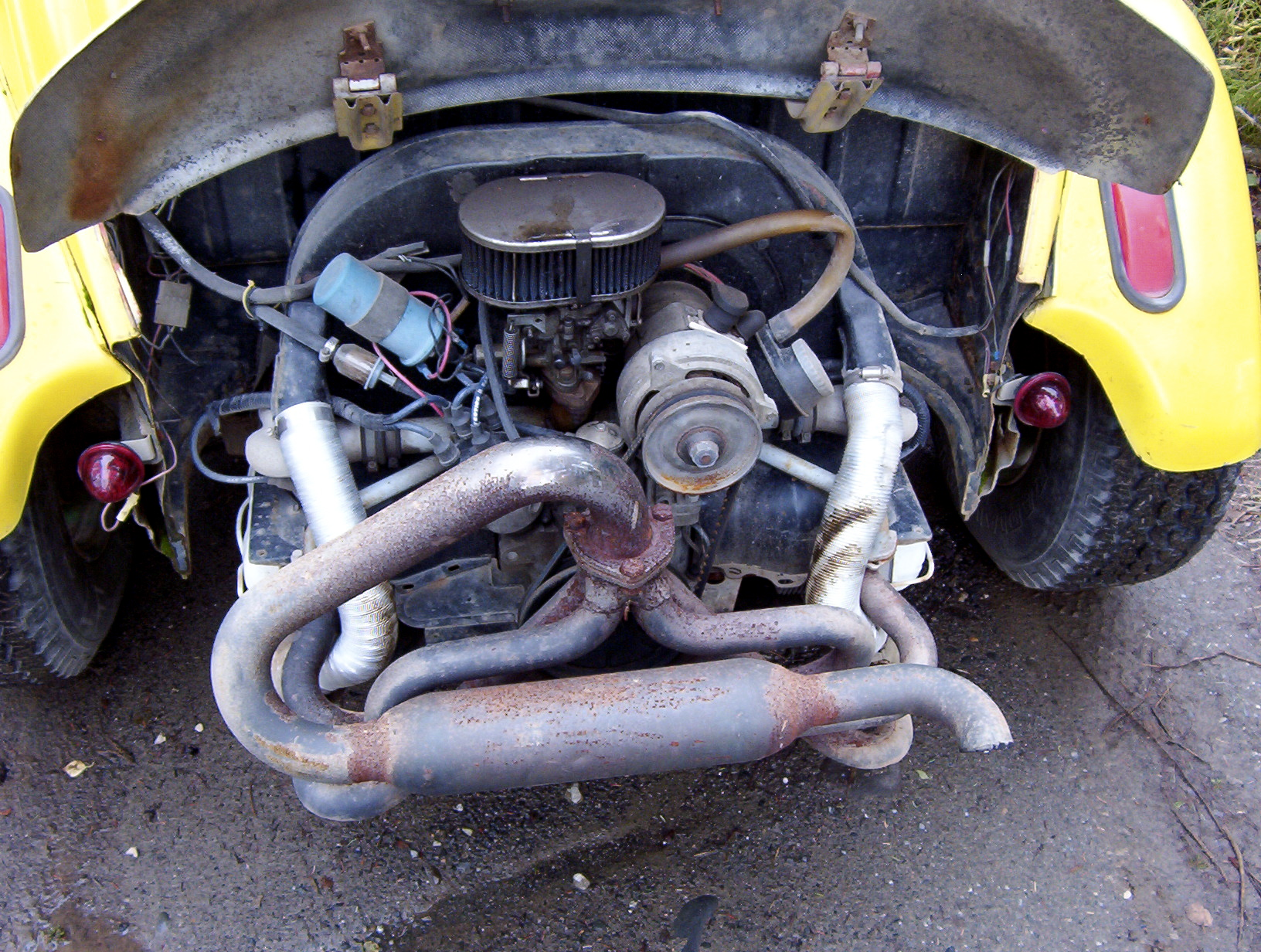
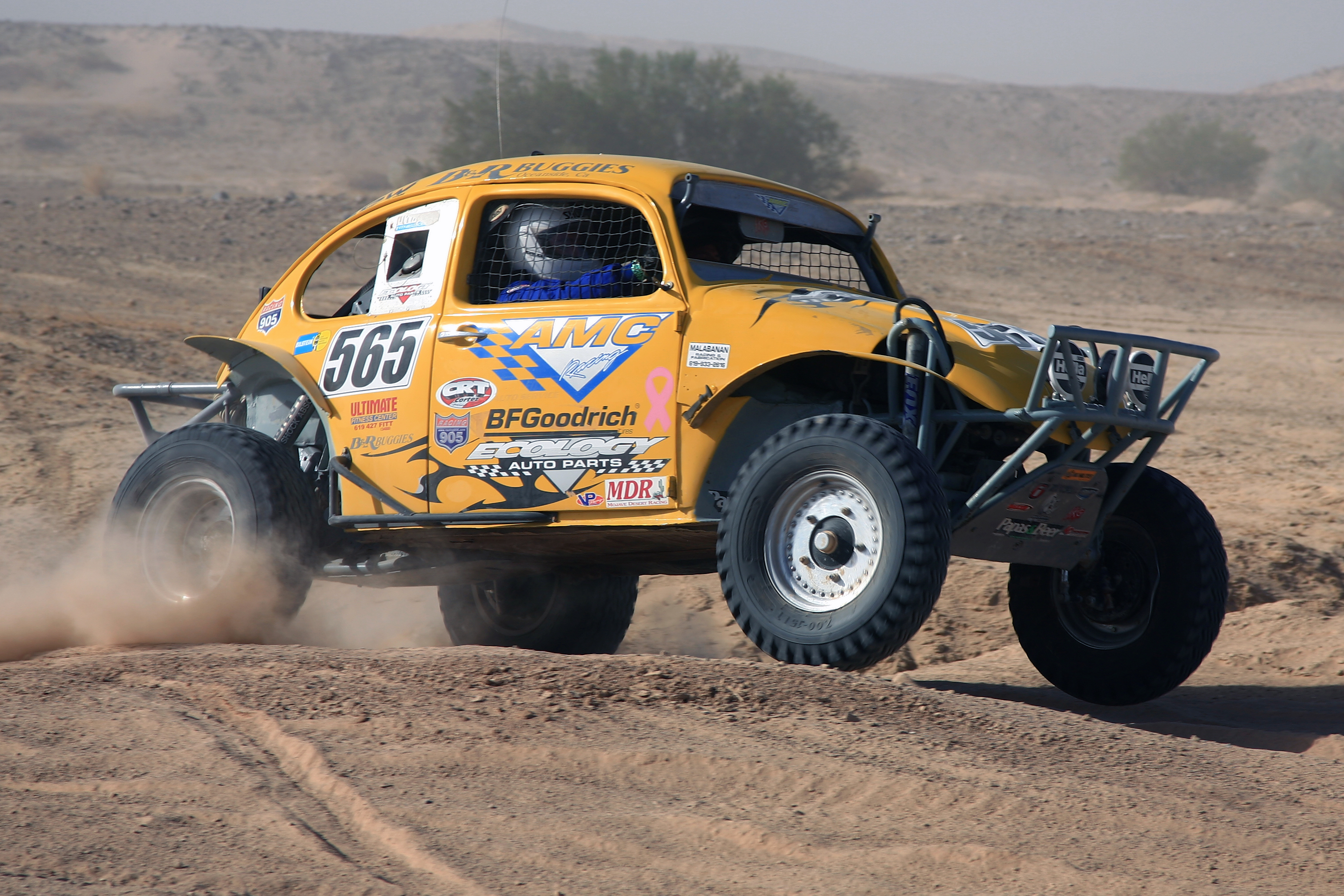
Baja Bug im Mojave Desert Race